# Chalmoux
Chalmoux ist eine französische Gemeinde mit 636 Einwohnern (Stand: 1. Januar 2022) im Département Saône-et-Loire in der Region Bourgogne-Franche-Comté. Sie gehört zum Arrondissement Charolles und zum 2016 gegründeten Gemeindeverband Entre Arroux, Loire et Somme. Die Einwohner werden Chalmouxois genannt.

## Geografie
Chalmoux liegt etwa 40 Kilometer östlich von Moulins in der Bourbonnais. Nachbargemeinden von Chalmoux sind Mont im Norden, Grury im Nordosten, Neuvy-Grandchamp im Osten, Perrigny-sur-Loire im Süden, Gilly-sur-Loire im Südwesten sowie Bourbon-Lancy im Westen.

## Bevölkerungsentwicklung
| Jahr                      | 1962 | 1968 | 1975 | 1982 | 1990 | 1999 | 2006 | 2011 | 2016 |
| Einwohner                 | 1237 | 1054 | 938  | 829  | 789  | 777  | 735  | 695  | 639  |
| Quelle: Cassini und INSEE |      |      |      |      |      |      |      |      |      |

## Sehenswürdigkeiten
- romanische Kirche Saint-Bonnet aus dem 12. Jahrhundert

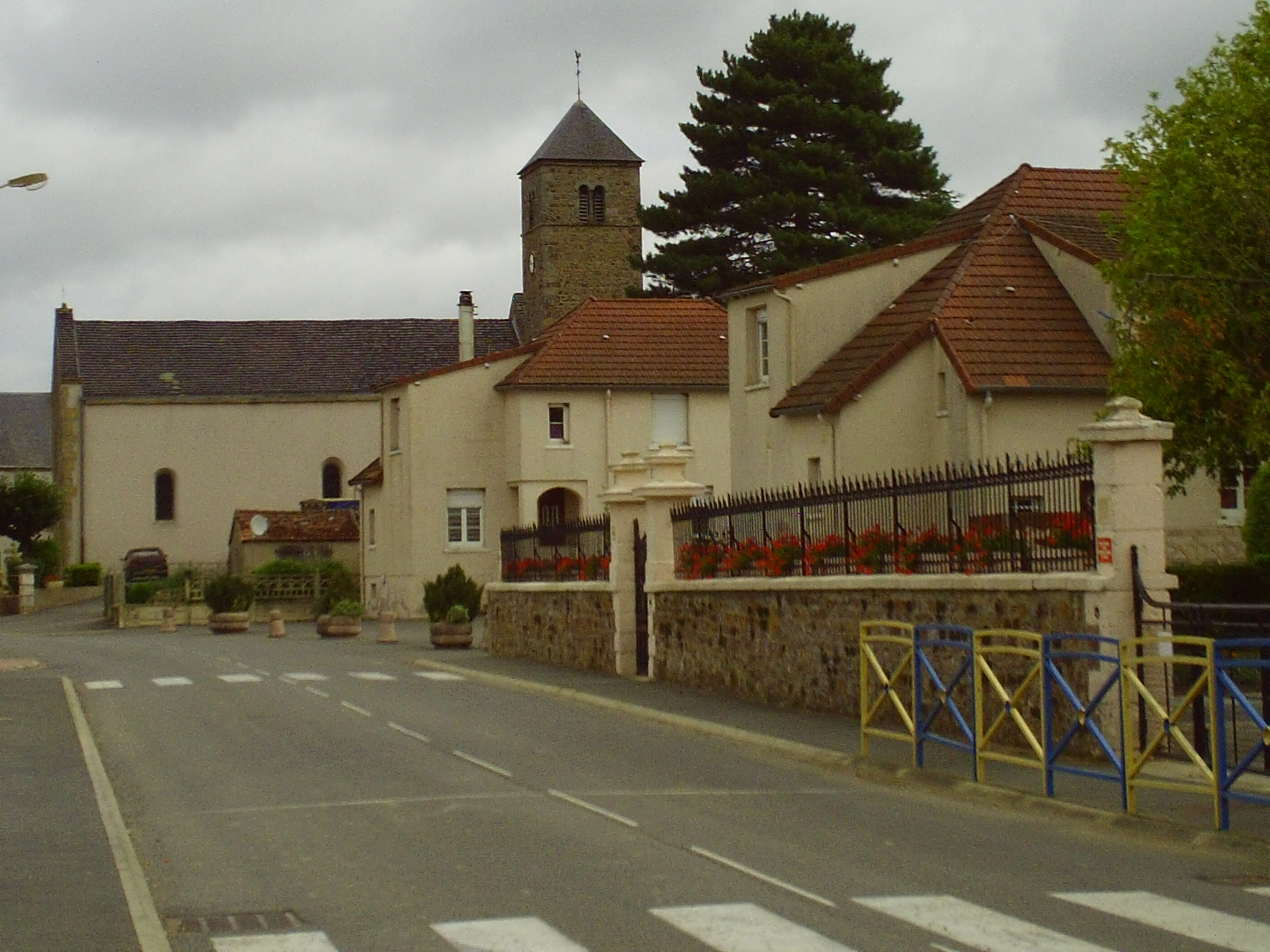
Kirche Saint-Bonnet

- Schloss Jarsaillon

## Belege
1. ↑  Chalmoux auf cassini.ehess.fr
2. ↑  Chalmoux auf insee.fr